# Groupe Walibi
Pour les articles homonymes, voir Walibi.
Le groupe Walibi était une entreprise spécialisée dans la gestion de parcs d'attractions. Constituée à l'origine autour du parc d'attractions Walibi situé à Wavre en Belgique, elle s'est rapidement développée et Walibi est devenu le nom de plusieurs parcs en Europe. Le groupe est racheté à trois reprises entre 1998 et 2006 pour finir dans le giron de la division parcs de loisirs de la compagnie des Alpes aux côtés du parc Astérix et des musées Grévin.

## Historique

### Origine du premier parc
Le parc est créé en 1975 par Eddy Meeùs, un homme d'affaires belge. Le nom « Walibi » vient des trois communes sur lesquelles le parc est implanté : Wavre, Limal et Bierges. La ressemblance de ce nom avec wallaby conduit au choix d'un kangourou comme mascotte.

### Création du groupe Walibi

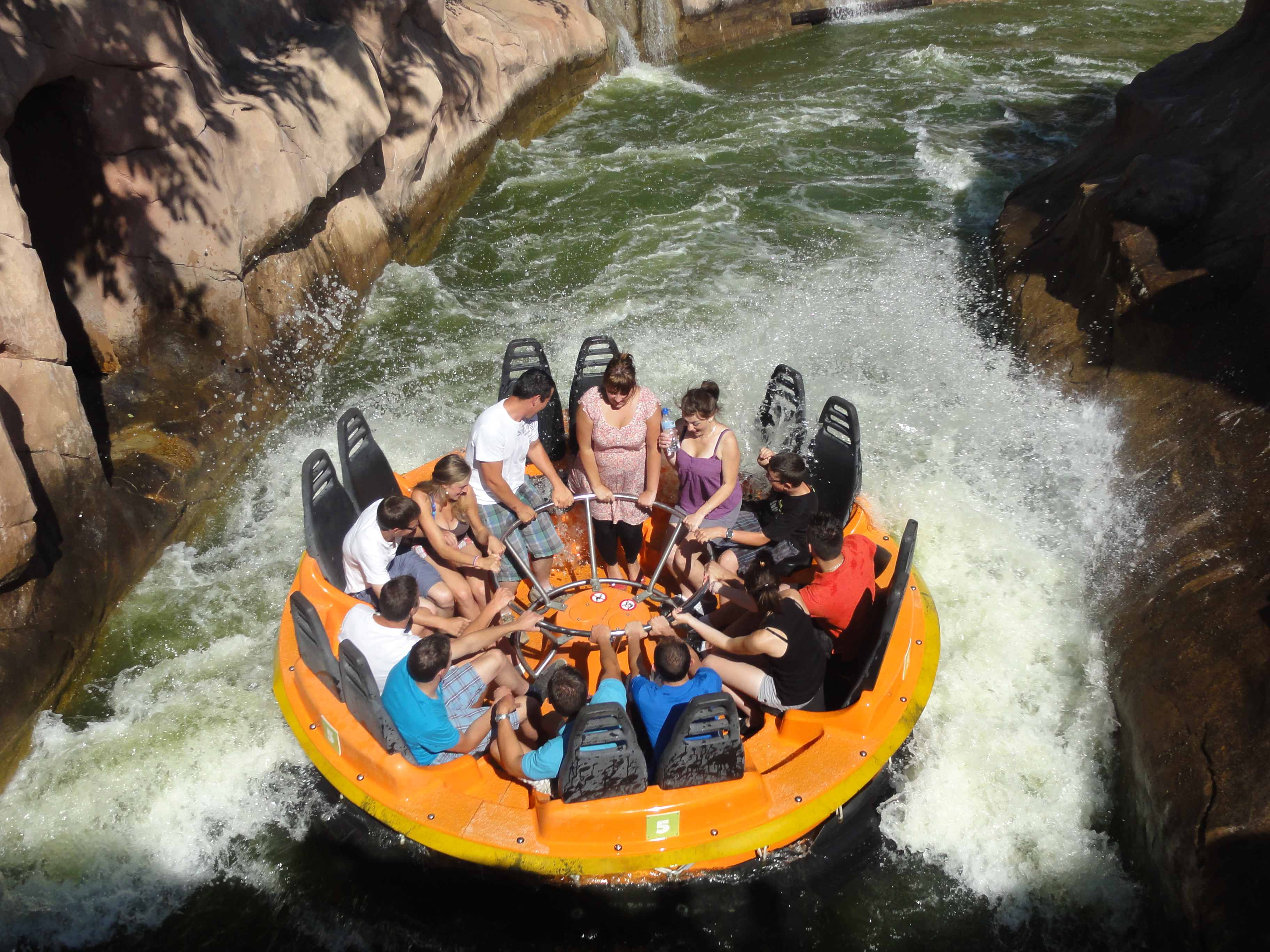
Walibi, Wavre

D'autres sites de loisirs sont intégrés au groupe Walibi à la suite du succès du premier parc. Une majorité d'entre eux rejoignent le groupe grâce à plusieurs reprises de parcs en difficulté, différentes prises de participations, ainsi que quelques créations.
Meeùs reçoit et accepte en 1981 la proposition de prendre une participation dans le parc français Avenir Land et intervient pour les projets d'expansion de celui-ci à partir de cette date,. Ceci représente les prémices du groupe Walibi et engendre le changement de nom du parc belge pour Walibi Wavre. Eddy Meeùs achète entièrement Avenir Land en 1985. Le site change de nom en 1989 pour devenir Walibi Rhône-Alpes. En 1987, est mis en service un parc aquatique, Aqualibi, dans le même domaine que Walibi Wavre. 
Le groupe Walibi est introduit à la Bourse de Bruxelles le 24 juin 1988. Une action se chiffre alors à 1 320 BEF (environ 32,70 euros). Sur l'entièreté des capitaux récoltés à la suite de cette introduction, une majorité est injectée dans les reprises ou prises de participations d'autres sites de loisirs. La filiale Gespark est créée pour produire, gérer et distribuer les souvenirs et autres produits vendus dans les boutiques du groupe. Son chiffre de vente en 1988 est de 43 millions BEF (plus d'un million d'euros).

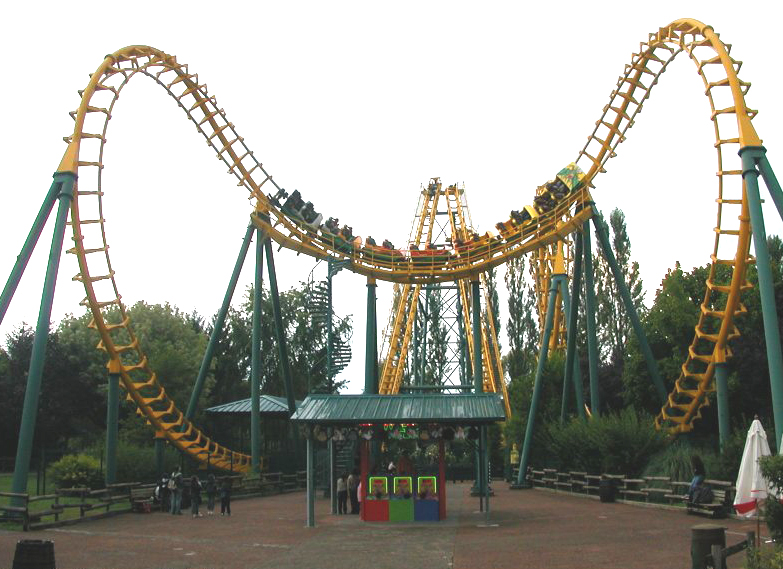
Walibi Rhône-Alpes

En 1988, le groupe prend une participation majoritaire à 51 % dans l'historium en août et promotionne le site bruxellois,. Une faible fréquentation et les difficultés financières du centre Anspach où il est situé mettent un terme à cette association,. En 1989, ouverture de Mini-Europe, parc constitué de miniatures de bâtiments d'Europe, à Bruparck dans la ville de Bruxelles. En 1990, le groupe absorbe le parc d'attractions et animalier Bellewaerde ; ses anciens propriétaires — les Florizoone — sont intégrés à la direction.

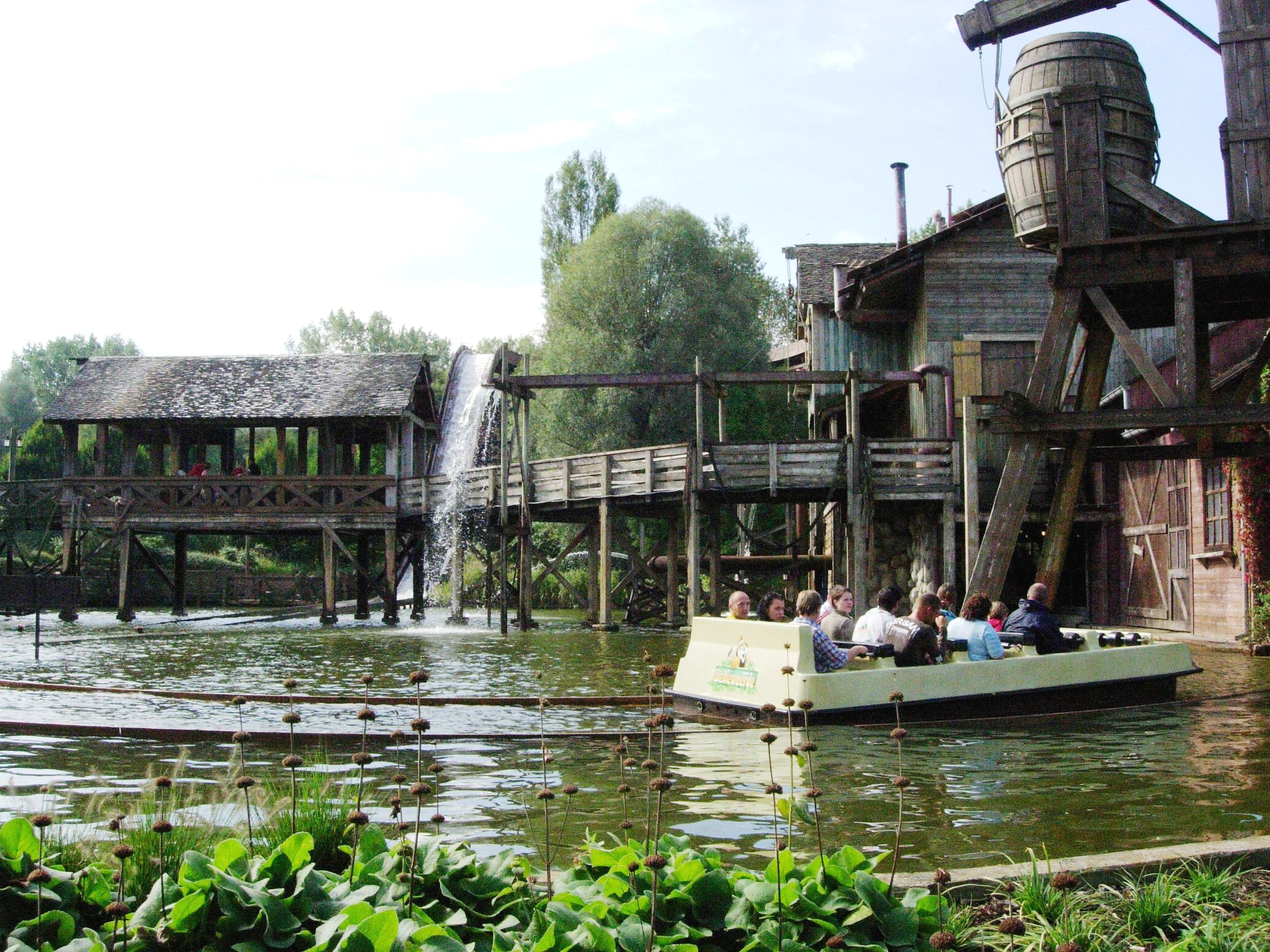
Bellewaerde

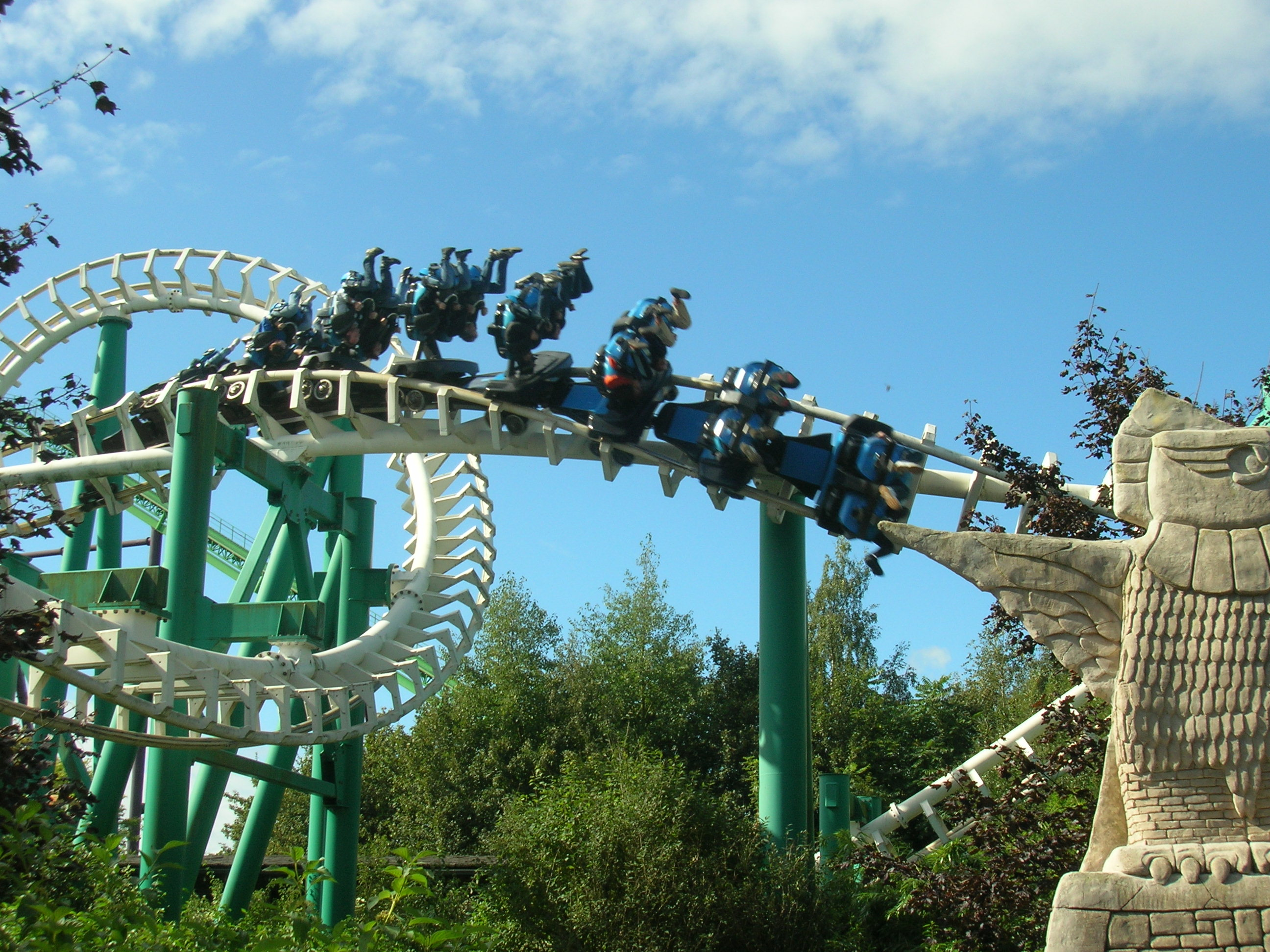
Walibi Flevo

Le groupe Walibi détient 13,85 % du parc de la Toison d'or inauguré en 1990 contre 46 % à la Lyonnaise des eaux. Un différend survient entre la Lyonnaise des eaux et le groupe belge, celui-ci vend alors l'entièreté de ses parts. En 1991 se conclut la reprise du parc Big Bang Schtroumpf, alors en faillite, pour 10 % du prix qui avait été nécessaire à sa construction deux ans auparavant, et réouverture sous le nom Walibi Schtroumpf.
À l'échelle mondiale, le groupe Walibi se classe cette année en cinquième position des groupes de parcs de loisirs les plus importants. Walt Disney Parks and Resorts est en tête du classement avec 41 millions de visiteurs. Busch Entertainment Corporation et Six Flags Inc. se partagent la deuxième position en atteignant les 20 millions. Le quatrième groupe du classement est Kings Entertainment Company et ses 10 millions de visiteurs. Le groupe Walibi est le premier opérateur non-américain en affichant 3,8 millions d'unités.
Durant l'intersaison 1991-1992, la société acquiert les attractions de Zygofolis définitivement fermé et les relocalise dans ses propriétés. En 1992, le groupe achète Océade au sein du complexe Bruparck de Bruxelles. La même année est mis en service un nouveau parc, Walibi Aquitaine. Le groupe acquiert Flevohof aux Pays-Bas, l'ouvre une dernière fois au public en 1992 avant transformations et changement de nom.
Le groupe décide de garder fermé le site Babyland-Amiland acquis en 1992 et situé au sud de Paris pour se concentrer sur les travaux réalisés aux Pays-Bas. Il est prévu qu'il bénéficie également d'importants investissements à moyens termes pour y édifier un « Walibi Ile-de-France ». Durant cette fermeture, les plans de secteurs changent en raison de la proximité de la Forêt de Rougeau et le projet est abandonné. Walibi Flevo est inauguré en 1994.
La synergie entre les différents parcs est positive. La communication et la publicité en sont facilitées,,. Les attractions peuvent circuler entre les sites de loisirs, ce qui constitue pour le parc bénéficiant de l'arrivée d'un manège d'une nouveauté à moindre coût. En fonction de 1975 à 1983 à Walibi Wavre sous le nom Le Grand 8, les montagnes russes du constructeur Pinfari sont rebaptisées Le Grand Huit à Walibi Rhône-Alpes où elles accueillent leurs passagers jusqu'en 1992. Le circuit de bûches Drakkar ouvre en 1996 à Walibi Aquitaine, il était présent de 1978 à 1994 à Walibi Belgium sous les noms Rivière Sauvage, puis Rio Grande. Des achats groupés de matériel, dont des attractions sont également un avantage. Deux montagnes russes junior sont achetées chez le manufactureur Zierer pour être installées en 1992 à Walibi Aquitaine et à Walibi Rhône-Alpes. De même, trois Space Shots sont achetées chez le fabricant S&S Worldwide pour être installées en 1998 à Walibi Flevo, Walibi Schtroumpf et à Walibi Rhône-Alpes.
La marque Walibi occupe en 1995 la deuxième place en termes de notoriété auprès du public français après Disney. Dans le même temps, la société occupe la troisième place en termes de fréquentation à l'échelle européenne derrière Disneyland Paris et Tussauds Group. La capitalisation boursière de l'entreprise belge s'élève alors à 2,5 milliards BEF (environ 62 millions d'euros) ; les actions sont réparties pour 40 % à Eddy Meeùs, pour 38 % dans les mains du public, pour 13 % aux Florizoone et pour 8 % à la Société Régionale d'Investissement de Wallonie. Le terme Walibi est reconnu et compris par 99 % des belges et 59 % des français.
Certains projets d'acquisitions ou de constructions de parcs n'ont pas abouti. Il fut un temps avancé la reprise des Mirapolis et Zygofolis ainsi que la construction de Walibi dans le nord de l'Espagne, en Normandie, en Bretagne ou en Loire-Atlantique,,,.
Le groupe contient alors, avant son acquisition par Six Flags :
- 5 parcs en Belgique : Walibi Wavre, Aqualibi, Bellewaerde, Mini-Europe et Océade ;
- 1 parc aux Pays-Bas : Walibi Flevo ;
- 3 parcs en France : Walibi Schtroumpf, Walibi Rhône-Alpes et Walibi Aquitaine.

| Année | Nombre de visiteurs |
| ----- | ------------------- |
| 1975  | 47 000              |
| 1976  | 258 000             |
| 1977  | 450 000             |
| 1978  | 700 000             |
| 1979  | 900 000             |
| 1980  | 1 150 000           |
| 1981  | 945 000             |
| 1982  | 950 000             |
| 1983  | 900 000             |
| 1984  | 950 000             |
| 1985  | 1 050 000           |
| 1986  | 1 100 000           |
| 1987  | 1 342 000           |
| 1988  | 1 629 000           |
| 1989  | 2 100 000           |
| 1990  | 2 900 000           |
| 1991  | 3 800 000           |
| 1992  | 3 800 000           |
| 1993  | 3 500 000           |
| 1994  | 3 700 000           |
| 1995  | 3 800 000           |
| 1996  | 3 500 000           |
| 1997  | 3 600 000           |

### Vente du groupe de loisirs
La saison 1996 est marquée par le marasme économique ambiant et les recettes chutent. C'est le troisième exercice déficitaire consécutif. La conjoncture de l'époque est marquée par une diminution du tourisme d'un jour et les sites tels que ceux du groupe sont donc en recul. Le doute commence à s'installer dans l'esprit d'Eddy Meeùs. Il décide en octobre 1996 de ne plus assurer la gestion journalière à Wavre donnant les rênes à son fils Thierry Meeùs,. De plus, il cherche à vendre Walibi Flevo, fortement déçu par sa mauvaise fortune. Il rencontre en novembre 1996 le directeur de l'entreprise américaine Premier Parks qui a créé son groupe grâce à une méthode de rachats offensive et lui propose l'acquisition de certains de ses parcs. En mars 1997, une délégation américaine visite l'entièreté des sites du groupe belge et offre de racheter non pas les quelques sites dont il était question, mais la totalité du groupe Walibi, ce que refuse Eddy Meeùs.
Le bilan de la saison est meilleur qu'en 1996. Le 15 décembre 1997, Eddy Meeùs revient sur sa décision et négocie la vente du groupe Walibi avec la société Premier Parks, un opérateur de parcs d'attractions aux États-Unis. Celui-ci étudie les chiffres de Walibi durant trois mois. L'acquisition du groupe est annoncé officiellement en décembre et est clôturée le 24 mars 1998 peu après l'introduction de Premier Parks à la New York Stock Exchange. L'entreprise américaine rachète les actions au prix de 2 385 BEF l'unité (environ 59,10 euros).
Premier Parks prend la gestion du groupe en mai. La même année, Thierry Meeùs rachète les complexes bruxellois Mini-Europe et Océade. Avant la finalisation de l'acquisition, Eddy Meeùs revend à perte le parc Babyland-Amiland en décembre 1997 à Xavier Lapère, le même forain français qui lui avait racheté les montagnes russes Jumbo Jet à Walibi Wavre quelques années auparavant.

### Les rachats

Walibi Gliss aux Menuires

Sindibad by Walibi à Casablanca

- En 1999, Premier Parks achète Warner Bros. Movie World Germany en Allemagne et Warner Bros. Movie World Madrid. Celui-ci, encore en construction, sera inauguré en 2002. La transaction permet à Premier Parks d'obtenir les droits exclusifs pour les licences Warner Bros. en Europe et en Amérique latine, ajoutés à leurs droits déjà existants pour les États-Unis et le Canada[23].
- En 2000, Premier Parks se rebaptise Six Flags[note 1]. Deux parcs sont renommés et se voient dotés de nombreuses attractions supplémentaires : Walibi Flevo devient Six Flags Holland en 2000, et Walibi Wavre est rebaptisé Six Flags Belgium l'année suivante.
- En 2003, Walibi Schtroumpf devient Walibi Lorraine car la licence Schtroumpf gérée par la société IMPS est trop lourde financièrement mais aussi afin de se rapprocher des deux autres parcs français, Walibi Rhône-Alpes et Walibi Aquitaine.
- En 2004, Six Flags revend le groupe Walibi en début d'année à Palamon Capital Partners L.P, un fonds d'investissement privé londonien qui se rebaptise Star Parks. En novembre, l'entente de gestion de Warner Bros. Movie World Madrid avec Six Flags prend fin. Il est alors géré par Time Warner et plusieurs groupes d'investissement espagnols. Warner Bros. Movie World Germany est exploité pour une dernière fois sous ce nom. Il rouvre l'année suivante sous le nom Movie Park Germany.
- En juin 2006, Star Parks revend la chaîne Walibi à Grévin & Cie. Walibi Lorraine et Movie Park Germany ne font pas partie de cette transaction[note 2]. Grévin & Cie est renommée peu après CDA Parks, filiale de la compagnie des Alpes et déjà propriétaire du parc Astérix.
- En 2010, Star Parks revend Movie Park Germany à Parques Reunidos.
- En 2012, réalisation du concept Walibi Gliss au sein de la station de sports d'hiver Les Menuires. Cet espace ludique estampillé sur la marque Walibi est composé d'un slalom chronométré, d'un boardercross, de challenges musicaux et d'une photolocation[24].
- En 2015, ouverture du parc marocain Sindibad by Walibi à Casablanca. La compagnie des Alpes, propriétaire de la marque Walibi, apporte son expertise technique et gère le parc casablancais d'une valeur de 37 millions d'euros pour une durée de cinq ans. Les standards Walibi définissent le fonctionnement du site. La création artistique de Sindibad by Walibi revient aux équipes de la compagnie des Alpes. Une licence pour une durée de vingt ans de la marque Walibi est octroyée. L'expertise de la société est soulignée dans la signature « by Walibi »[25].

## Localisation des parcs
Plusieurs parcs Walibi sont localisés en Europe :
- Walibi Belgium, situé à Wavre en province du Brabant wallon, est le premier Walibi, anciennement Walibi, puis Walibi Wavre puis Six Flags Belgium ;
- Walibi Holland est situé à Biddinghuizen dans la province de Flevoland aux Pays-Bas, anciennement Walibi Flevo, puis Six Flags Holland, puis Walibi World ;
- Walibi Rhône-Alpes est situé sur la commune Les Avenières entre Lyon et Chambéry dans le département de l’Isère, anciennement Avenir Land ;

Bellewaerde, situé à Ypres dans la province de Flandre-Occidentale en Belgique, ne porte pas le nom Walibi mais appartient au même propriétaire.
Walygator Parc est situé sur la commune de Maizières-lès-Metz dans le département de la Moselle. Anciennement Big Bang Schtroumpf, puis Walibi Schtroumpf, puis Walibi Lorraine, il ne fait plus partie du groupe depuis sa vente en 2006 à deux forains français. La licence Walibi expirant fin 2006, il rouvre sous le nom de Walygator Parc en 2007. Aspro-Ocio en est le propriétaire depuis 2016.
Walygator Sud-Ouest est situé à Roquefort dans le département de Lot-et-Garonne. Anciennement Walibi Aquitaine, puis Walibi Sud-Ouest, il ne fait plus partie du groupe depuis sa vente en 2015 au groupe luxembourgeois CLP. L'acquéreur derrière cette opération est le groupe espagnol Aspro-Ocio dont la filiale est CLP. À la fin de la saison 2020, il est annoncé que Walygator Sud-Ouest est dorénavant le nom du parc,,.